# Боронов, Кубатбек Айылчиевич
Кубатбек Айылчиевич Боронов (род. 15 декабря 1964, Заргер, Ошская область) — киргизский государственный и политический деятель. 24-й премьер-министр Киргизской Республики с 17 июня по 9 октября 2020 года.

## Биография
Кубатбек Боронов родился 15 декабря 1964 года в Узгенском районе Ошской области Киргизской ССР. С 17 июня 2020 года с большинством одобрением парламента избран премьер-министром Кыргызстана.

### Трудовая деятельность
- 1982—1983 гг. — учётчик МТФ совхоза «Социализм» Алайского района Ошской области.
- 1983—1985 гг. — служба в рядах Советской армии.
- 1985—1991 гг. — Фрунзенский политехнический институт, студент.
- 1991 г. — каменщик СМУ-9 треста «Фрунзестрой».
- 1992—1996 гг. — инженер, зам начальника базы, начальник базы ПО «Стройкомплект» при АК «Кыргызкурулуш».
- 1998—2000 гг. — директор деревообрабатывающего завода при АК «Кыргызкурулуш».
- 2001—2002 гг. — заместитель директора ОсОО «Гоктурк».
- 2003—2003 гг. — начальник отдела планово-экономического и материально-технического обеспечения штаба ГО Министерства экологии и чрезвычайных ситуаций Киргизской Республики.
- 2003—2006 гг. — заместитель начальника по тылу Главного управления ГО МЭ и ЧС КР.
- 2006—2008 гг. — заместитель начальника Северного межрегионального управления МЧС КР.
- 2009—2010 гг. — начальник управления МЧС по Чуйской области.
- Январь 2010 — август 2010 — директор Департамента по предупреждению и ликвидации чрезвычайных ситуаций при Министерстве чрезвычайных ситуаций КР.
- Август 2010 — декабрь 2011 — заместитель министра чрезвычайных ситуаций КР.
- 24 декабря 2011 — 20 апреля 2018 — министр чрезвычайных ситуаций КР.
- 20 апреля 2018 — 15 июня 2020 — первый вице-премьер-министр КР.
- 17 июня 2020 — 9 октября 2020 — премьер-министр КР.

## Награды
- Орден «Манас» III степени (2016).
- Юбилейная медаль «20-летие Министерства по чрезвычайным ситуациям Кыргызстана» (2012)[3].
- Почётная грамота Правительства Кыргызской Республики (2017)[4].